# Jim Nill
James Edward "Jim" Nill, född 11 april 1958, är en kanadensisk befattningshavare och före detta ishockeyspelare som är general manager för den professionella ishockeyorganisationen Dallas Stars i NHL sedan 2013.
Under sin spelarkarriär så spelade han som högerforward och gjorde 145 poäng (58 mål + 87 assists samt 854 utvisningsminuter) på 524 NHL-matcher under nio säsonger för Boston Bruins, Detroit Red Wings, St. Louis Blues, Vancouver Canucks och första upplagan av Winnipeg Jets.
Samma år som Nill lade av med sin spelarkarriär  blev han anställd av kanadensiska ishockeyorganisationen Ottawa Senators som talangscout, och den jobbpositionen behöll han fram till 1994 när hans gamla arbetsgivare Detroit Red Wings kom och frågade om han var intresserad av att bli chef för spelarutveckling i dess organisation. Han accepterade det och jobbade med det fram till 1998 när han blev befordrad av general managern Ken Holland till att bli organisationens assisterande general manager. Fram till 2013 hade han varit med om att Red Wings bärgat fyra Stanley Cup-segrar (1996–1997, 1997–1998, 2001–2002 & 2007–2008), sex Presidents' Trophies (bästa laget i grundserien) (1994–1995, 1995–1996, 2001–2002, 2003–2004, 2005–2006, 2007–2008), tolv divisionstitlar (1994–1995, 1995–1996, 1998–1999, 2000–2001, 2001–2002, 2002–2003, 2003–2004, 2005–2006, 2006–2007, 2007–2008, 2008–2009, 2010–2011), sex conference-titlar (1994–1995, 1996–1997, 1997–1998, 2001–2002, 2007–2008, 2008–2009) och aldrig missat ett slutspel. Han var också delaktig till att organisationen lyckades drafta spelare som Henrik Zetterberg, Pavel Datsiuk, Niklas Kronwall, Jimmy Howard, Johan Franzén och Valtteri Filppula.
Den 28 april 2013 beslutade Dallas Stars ägare Tom Gaglardi att sparka sin general manager Joe Nieuwendyk efter två års misslyckande om att ta laget till slutspel. Gaglardi kommenterade beslutet med "I believe it is time to take this organization in a different direction with our intentions set on returning to the elite of the National Hockey League.". Dagen efter meddelade Gaglardi och Stars att man hade anställt Nill som ny general manager för organisationen.
| ”                          | "Jim Nill, along with Ken Holland, has been at the core of the Detroit Red Wings front office for nearly two decades and we are extremely excited to secure him as our new General Manager. Jim's record in Detroit speaks for itself, contributing to four Stanley Cup championships, as well as drafting and developing some of the league's best players. Jim is universally respected throughout the hockey world and we are very fortunate to have him as our General Manager. We are confident that his leadership, expertise, work ethic and direction will position the club for consistent success once again." | „ |
| – Stars ägare Tom Gaglardi | |   |

Efter cirka två veckor på posten för Nill kom hans första aktion och det var att sparka lagets coach Glen Gulutzan.